# Alberto 'Tete' Sansimena Chamorro
Alberto Sansinena Chamorro (Badajoz, España, 26 de mayo de 1985), más conocido como Tete, es un futbolista español que juega como media punta o delantero en la posición de extremo por las dos bandas que pertenece a la plantilla del AEK Larnaca.

## Trayectoria
Formado en el mítico club de cantera pacense CP Flecha Negra, ha pasado por equipos como el At. Madrid B, Xerez, FC Cartagena o CP Cacereño antes de recalar en el Club Deportivo Badajoz, club dónde se hace conocido en el fútbol nacional por su habilidad para el regate y su impresionante velocidad, convirtiéndose en un auténtico ídolo para la afición pacense del Nuevo Vivero. Tras pasar dos temporadas en el Badajoz, club al que llegó procedente del Manchego de Ciudad Real, ejerciendo como segundo capitán y portando el dorsal número «10», en julio de 2011 ficha por el Albacete Balompié. de la 2.ª B, con el cual disputa dos temporadas en dicha categoría.
En verano de 2013 ficha por el Real Murcia.
Durante su estancia en el Badajoz, era frecuente que los aficionados del club extremeño lo animaran cantando la canción de Carlinhos Brown, Samba de Bahia.
En agosto de 2014 ficha por la SD Ponferradina

## Clubes
| Club                     | País   | Temporada | Categoría        | Partidos | Goles |
| ------------------------ | ------ | --------- | ---------------- | -------- | ----- |
| CP Cacereño              | España | 2003-2004 | Segunda B        | 16       | 0     |
| AD Cerro Reyes           | España | 2004-2005 | Tercera División | S/D      | S/D   |
| Cartagena Promesas CF    | España | 2005-2006 | Tercera División | S/D      | S/D   |
| CF Villanovense          | España | 2006-2007 | Segunda B        | 32       | 2     |
| Xerez Club Deportivo "B" | España | 2007-2008 | Tercera División | S/D      | S/D   |
| Manchego                 | España | 2008-2009 | Tercera División | 35       | 7     |
| Club Deportivo Badajoz   | España | 2009-2010 | Tercera División | S/D      | S/D   |
| Club Deportivo Badajoz   | España | 2010-2011 | Segunda B        | 28       | 2     |
| Albacete Balompié        | España | 2011-2012 | Segunda B        | 30       | 5     |
| Albacete Balompié        | España | 2012-2013 | Segunda B        | 33       | 1     |
| Real Murcia              | España | 2013-2014 | Segunda División | 28       | 1     |
| SD Ponferradina          | España | 2014-2015 | Segunda División | 23       | 0     |
| AEK Larnaca              | Chipre | 2015-2021 | Primera División | S/D      | S/D   |